# A Viuvinha (filme)
A Viuvinha é um filme brasileiro mudo do género drama romântico, dirigido e protagonizado por Luiz de Barros, com base no romance homônimo de José de Alencar. No elenco também estavam Linda Bianchi, Fausto Muniz, Gita de Barros. Nunca chegou a ser exibido, pois foi destruído antes mesmo de sua exibição, assim sendo considerado um filme perdido.

## Elenco
- Linda Bianchi
- Gita de Barros
- Fausto Muniz
- Luiz de Barros